# En afton hos Gustaf III på Stockholms slott
En afton hos Gustaf III på Stockholms slott är en svensk kortfilm från 1925 i regi av John W. Brunius. 

## Om filmen
Filmen beställdes av Röda korset, inför den så kallade "rödakorsveckan" i maj 1925. Delar av Stockholms slott ställdes till förfogande för inspelningen. Filmfotograf var Hugo Edlund.
Premiären ägde rum på biograferna Röda Kvarn och Palladium i Stockholm den 10 maj 1925.

## Rollista (i urval)
- Gösta Ekman – Gustaf III
- Margita Alfvén
- Lilly von Essen
- Artur Cederborgh
- Astri Richard
- Vera Schmiterlöw
- Renée Björling
- Dagny Lind
- Elly Holmberg – dansös